# Teratophthalma vegeta
Teratophthalma vegeta är en fjärilsart som beskrevs av Hans Ferdinand Emil Julius Stichel 1910. Teratophthalma vegeta ingår i släktet Teratophthalma och familjen Riodinidae. Inga underarter finns listade i Catalogue of Life.